# PSR J0108-1431
PSR J0108-1431 è una pulsar situata a circa 420 a.l. dalla Terra, nella costellazione della Balena. È stata scoperta nel 1994 dall'Osservatorio Parkes in Australia, ed al 2009 è la più vicina stella a neutroni conosciuta.
Il Very Large Telescope dell'ESA ha individuato una possibile controparte ottica di questa stella di neutroni, con una magnitudine apparente Ma = 27,8, facendone al 2009 la seconda pulsar conosciuta con la luminosità più bassa.
Non è stata individuata alcuna sua compagna, per cui essendo una pulsar solitaria non è possibile determinarne la massa. Ruota su se stessa con un periodo di 0,8 secondi ed è una delle più vecchie pulsar conosciute, con un'età stimata in 166 milioni di anni.